# Protomallocera
Protomallocera is een kevergeslacht uit de familie van de boktorren (Cerambycidae). De wetenschappelijke naam van het geslacht werd voor het eerst geldig gepubliceerd in 1992 door Martins & Napp.

## Soorten
Protomallocera is monotypisch en omvat slechts de volgende soort:
- Protomallocera hilairei (Gounelle, 1909)